# Kościół ewangelicki w Węgrowie
Kościół ewangelicki w Węgrowie – modrzewiowy XVII-wieczny kościół luterański znajdujący się na cmentarzu protestanckim w Węgrowie, na końcu ulicy Ewangelickiej.

## Historia
Świątynię zbudowano w 1679 roku na mocy przywileju biskupa łuckiego Stanisława Witwickiego w ciągu jednej doby, w miejscu podpalonej w 1678 przez mieszkańców Węgrowa wcześniejszej świątyni kalwińskiej z 1634 (protestanci nie byli w mieście lubiani). Warunkiem pozwolenia na odbudowę było właśnie postawienie zboru w jeden dzień (obowiązywał wówczas zakaz wznoszenia świątyń protestanckich). W latach 1679–1776 pełniła funkcję luterańskiego kościoła parafialnego. Od 1776 roku do zbudowania kościoła Świętej Trójcy (1838) był filiałem parafii Świętej Trójcy w Warszawie i pełnił rolę głównej świątyni ewangelickiej w mieście.

## Architektura
Prostokątny, orientowany kościół konstrukcji zrębowej przypomina drewniany dom mieszkalny. Jest zbudowany z modrzewiowych bali, oszalowany deskami, zwieńczony niewielką sygnaturką oraz dachem dwuspadowym, krytym gontem. Na sygnaturce znajduje się kuty krzyż żelazny, a w ścianach południowej i północnej po dwa otwory okienne. Wewnątrz nie zachowało się żadne oryginalne wyposażenie. Stoi tam skromny ołtarz współczesny.

## Otoczenie
Wokół kościoła znajduje się cmentarz z zabytkowymi nagrobkami (zgrupowanymi w wielu przypadkach w kwatery rodzinne), z których najstarsze pochodzą z końca XVII wieku i należą do najstarszych płyt nagrobnych w Polsce. Należą one do osób ze szkockich rodzin Hendersonów, Lidelów, Campbellów i Hueysów (kupców zbożowych, którzy z uwagi na walki religijne musieli uchodzić z kraju), np. Archebalda Campbella z 1692 z jego herbem (krzyżami św. Andrzeja skwadratowanymi z galerami). Do cennych zabytków należą też nagrobki pastora Karola Tetfejlera (zm. 1838) oraz nauczyciela i powstańca styczniowego Edwarda Marskiego, który poległ w bitwie pod Węgrowem 3 marca 1863. Część nagrobków zawiera symbolikę związaną z marnością życia. Język inskrypcji na nagrobkach wskazuje na to, że pochowani byli już w tym czasie spolonizowani. 